# Bouclier (tàu khu trục Pháp)
Bouclier là tên của một lớp tàu khu trục được đóng cho Hải quân Pháp vào đầu thế kỷ 20.

## Tiểu sử
- Couhat, Jean Labayle (1974). French Warships of World War I. London: Ian Allen. ISBN 0-7110-0445-5.
- Gardiner, Robert; Gray, Randal (1985). Conway's All The World's Fighting Ships 1906–1921. London: Conway Maritime Press. ISBN 0-85177-245-5.

Bản mẫu:Lớp tàu khu trục Bouclier